# 三色之白
《藍白紅三部曲之白》（法語：Trois couleurs: Blanc），是一部1994年出品的克日什托夫·基斯洛夫斯基电影作品，为中的第二部，以現代法國旗幟藍白紅三色其中白色所隱喻之平等为主题。之前的是《藍色情挑》，之后的是《紅色情深》。

## 剧情介绍
这部电影的劇情展示了法國旗幟三色之中的第二个主题—「平等」。劇中主角卡罗试图改变自己的生活，并对他妻子多米妮可的背叛行为进行报复。这种结局和藍色情挑以及紅色情深满怀憧憬的结局形成了明顯的对比。
故事开始展示了一幅似乎看不出和情節主線有何關聯的机场镜头，紧接着就是卡罗在法庭上向法官陈词（这个法庭的镜头在藍色情挑中也出现过）。卡罗是一个從波兰來到法国的移民——儘管其本人甚至連法语都不是很懂。在法庭上，他被妻子多米妮可以「性能力有问题無法履行夫妻義務」為由加以控告，於是法官宣判他们离婚成立。而接著卡羅在失去妻子的同时，還失去了原先和妻子共同经营的美发店，在法庭判決之後，他剩余的財產甚至都不足以讓他在失意中返回波兰老家。不久之後，卡罗成为了一个乞丐。
在巴黎的某個地铁站裡，卡罗遇到了另外一个波兰同鄉——麦克。麦克已婚却過的不幸福，他原本希望卡罗协助他自杀，但是後來改变了心意，還协助卡罗回到波兰。之後，两个人开始共同经营生意。卡罗逐漸变得更加自信，在不断努力經營扩大生意之餘還同时努力学习法语。為了討回當時在法國被欺辱的一口氣，他便利用自己商业上的优势和當時波兰「金钱压倒一切」的社会風氣定下一場計謀，伪造自己的死訊並以其引誘多米妮可来到波兰，從而嫁祸于她。卡罗在法国所受到的背叛待遇，於是最後在背叛者多米妮可的身上重现了。
故事尾聲，卡羅在過了一段時日後，抵達多米妮可被關押的綜合監獄探視她，多米妮可向卡羅示意，表達希望兩人復合的想法，令聽見這番話的卡羅開始哭泣。

## 主要演员
- 齊伯尼·查馬修瓦斯基 饰演 卡罗·卡罗
- 茱莉·蝶兒 饰演 多米妮克
- 雅努什·加若 饰演 麦克
- 杰吉·斯图尔 饰演 杰瑞克

## 获得奖项
- 柏林国际电影节最佳导演银熊奖